# Piromania
Piromania (z gr. πῦρ „ogień” i μανία „szaleństwo”) – chorobliwa żądza podpalania lub do zabaw z ogniem, która występuje przy niektórych zaburzeniach psychicznych takich jak np. padaczka czy psychopatia. Jest to zaburzenie występujące rzadko. 
Z reguły powstaje na podłożu organicznych zmian mózgu, w zespole objawów charakteropatii (zmiany osobowości typu psychopatycznego, wyrażające się w odchyleniach charakterologicznych) lub otępienia czy niedorozwoju umysłowego.
Występuje również piromania seksualna, która jest odmianą sadyzmu. Niszczenie cudzej własności powoduje u takiego piromana poczucie, iż ma przewagę nad otoczeniem oraz przyczynia się do powstania reakcji seksualnej.

## Przyczyny piromanii

### Przyczyny indywidualne
1. Indywidualny temperament: osoby o skłonnościach impulsywnych lub mające trudności w kontrolowaniu impulsów mogą być bardziej narażone na piromanię.
2. Znajomość piromanii w rodzinie: występowanie piromani w rodzinie może zwiększyć ryzyko u dziecka.
3. Predyspozycje neurochemiczne i genetyczne: nieprawidłowości w poziomach neuroprzekaźników, takich jak noradrenalina i serotonina, mogą być związane z trudnościami w kontrolowaniu impulsów.
4. Schorzenia neurologiczne: pewne schorzenia neurologiczne, takie jak zespół czołowy, mogą wpływać na funkcje kontroli impulsów.
5. Choroby psychiczne: osoby z niektórymi chorobami psychicznymi, takimi jak zaburzenia obsesyjno-kompulsyjne czy schizofrenia, mogą być bardziej narażone na piromanę.
6. Uzależnienia behawioralne i substancji: uzależnienia od substancji lub inne zachowania impulsywne mogą być związane z piromanią.

### Przyczyny środowiskowe
1. Psychopatologia rodzicielska: rodzice z zaburzeniami psychicznymi mogą przyczynić się do rozwoju piromani u dziecka.
2. Brak postaci ojca: brak stabilnej postaci ojca w życiu dziecka może wpływać na rozwój jego zachowań.
3. Doświadczenia traumatyczne: fizyczne, seksualne lub inne traumatyczne przeżycia w młodym wieku mogą być związane z piromanią.
4. Obserwacja nieprawidłowego używania ognia: widzenie dorosłych lub młodzieży, którzy używają ognia w nieodpowiedni sposób, może wpływać na kształtowanie się takich zachowań u dzieci.
5. Słabe umiejętności społeczne: brak umiejętności radzenia sobie ze stresem i problemami społecznymi może prowadzić do uciekania się do podpaleń.
6. Nagromadzenie stresu psychofizycznego: długotrwałe doświadczanie stresu może zwiększać ryzyko wystąpienia piromanii.
7. Postrzeganie niedoboru: osoby, które postrzegają siebie jako posiadające jakieś wady czy niedobory, mogą uciekać się do podpaleń jako formy wyrazu buntu czy odreagowania[5].